# La rivincita di Zorro
La rivincita di Zorro (Zorro, the Avenger) è un film del 1959 diretto da Charles Barton.
Seguito de La sfida di Zorro (1958), si tratta del secondo e ultimo film ottenuto montando alcuni episodi della serie televisiva del 1957 Zorro, all'epoca ancora inedita all'estero.

## Trama
Sono mesi che il giovane e ricco don Diego de la Vega (alias Zorro, l'eroico spadaccino mascherato) combatte contro un'estesa organizzazione criminale, guidata da un tale che si fa chiamare L'Aquila e composta da insospettabili politici corrotti che mirano a dominare la California apparentemente per scopo indipendentistico e per venderla a potenze straniere. Un giorno don Diego riceve in visita José Sebastian Varga, il nuovo administrado della California del Sud, intento a trasferirsi a Los Angeles per affari di stato. In seguito Diego e il suo servo muto Bernardo scoprono che il loro altezzoso ospite (Varga appunto) è L'Aquila in persona, il capo di tutti i nemici che Zorro ha affrontato finora. Decisi a cacciare Varga fuori di casa, Zorro e Bernardo approfittano della paura dell'uomo per la solitudine, allontanando e catturando i soldati con vari stratagemmi, costringendolo ad andarsene.
Giorni dopo essersi finalmente trasferito in città, Varga e i suoi scagnozzi approfittano della temporanea assenza del Sergente Garcia e buona parte dei suoi soldati per attaccare e invadere il Cuartel. Poi Varga, per poter vincere definitivamente, deve sottomettere anche un'armata (composta da molti Caballeros e proprietari terrieri) decretata da don Alejandro, il padre di don Diego. Allora L'Aquila fa catturare Diego, Alejandro, Bernardo e il sergente Garcia (rientrato da solo) e cerca di convincere Alejandro a rivelargli i nomi della sua armata (scritti di una lista segreta), ma a collaborare col nemico è proprio Diego. Facendosi liberare, Diego colpisce a tradimento Juan Greco (il segretario dell'Aquila), ruba la lista e accorre per salvare il padre, il servo e l'amico sergente nei panni di Zorro.
Attualmente L'Aquila e la sua organizzazione (composta ancora da molti uomini) si trovano in netto vantaggio numerico contro i quattro uomini, ma questi si barricano in casa e combattono valorosamente; quando Alejandro, Garcia e Bernardo finiscono la polvere da sparo dei fucili per difendersi, giunge in loro soccorso l'armata cittadina (avvertita da Diego) e diversi uomini dell'Aquila muoiono. Il capo tenta di scappare dal Cuartel, dove affronta in duello Zorro (che strappa via la bandiera nemica e libera i soldati sopravvissuti di Garcia, tra i quali il caporale Reyes). Alla fine Zorro ha la meglio su Varga, ma questi riesce quasi a scappare; il segretario Greco, tradito dal suo capo e prossimo alla morte, gli spara per vendetta uccidendolo. Arrestati gli ultimi sgherri dell'organizzazione, la minaccia dell'Aquila è finalmente finita e Zorro può ritirarsi dal combattimento. Nell'ultimo minuto i protagonisti (tutti sopravvissuti e riuniti) osservano con soddisfazione la bandiera spagnola che viene di nuovo issata.

## Produzione
Per questo film sono stati condensati spezzoni di alcuni episodi della serie televisiva, dove l'antagonista principale è José Sebastian Varga, alias L'Aquila. Ecco gli episodi dai quali è tratta la pellicola:
- Episodio 27: La minaccia dell'Aquila (solo la scena iniziale)
- Episodio 35: Il cerchio si stringe
- Episodio 36: La riscossa di Garcia
- Episodio 37: L'Aquila abbandona il nido
- Episodio 38: L'Aquila colpisce ancora (solo la scena iniziale)
- Episodio 39: Attacco al forte

In alcuni casi quasi tutte le scene di un episodio appaiono nel film, mentre in altri casi solo poche scene sono state incluse; sono inoltre presenti alcune scene inedite. Alcune sequenze, soprattutto brevi scene d'azione nel montaggio iniziale, sono invece tratte da altri episodi, anche della seconda stagione.

## Distribuzione

### Data di uscita
Le date di uscita internazionali sono state:
- 10 settembre 1959 in Giappone (ゾロの復讐)
- 11 luglio 1960 nel Regno Unito
- 1º settembre in Australia
- 21 aprile 1961 in Francia (Zorro contre Aigle Noir)
- 15 luglio in Italia
- 24 gennaio 1962 in Argentina (Zorro, el vengador)
- 17 agosto in Finlandia (Zorro iskee)
- 26 ottobre in Danimarca (Zorro slår igen)

### Edizione italiana
L'edizione italiana è a cura di Roberto De Leonardis e il doppiaggio fu eseguito negli stabilimenti Fono Roma con la partecipazione della C.D.C.; il doppiatore del caporale Reyes, Ferruccio Amendola, sarebbe poi stato uno dei cinque doppiatori del personaggio nella prima edizione della serie televisiva. Nei dialoghi Varga viene erroneamente definito "ministro", mentre Diego avverte gli estranei che Bernardo è muto (anziché far credere loro che sia sordomuto).